# Сара Стридсберг
Сара Стридсберг (на шведски: Sara Stridsberg) е шведска писателка, преводачка и драматург, авторка на произведения в жанра социална драма, детска литература и биография.

## Биография и творчество
Сара Брита Стридсберг е родена в Солна, Швеция на 29 август 1972 г. Родителите ѝ са преподаватели. Израства в Солна, Хускварна (до 11-годишна), Скогьос и Стокхолм.
Следва социология и история на идеите в Стокхолмския университет. Завършва право в университета в Упсала през 1998 г., но избира да се насочи към писателска кариера. Прави специализация през 1999 г. в печатния отдел на Института за фолклор и култура „Бископс-Арньо“, където с Джени Вестерстранд публикуват доклада „Правно образование от гледна точка на пола“ за Комитета по равенството на университета в Упсала.
След дипломирането си работи като журналист на свободна практика, а после работи в списанието за феминистка култура и общество Bang.
Първият ѝ роман „Щастливата Сали“ е издаден през 2004 г. Той е история за Сали Бауер, която през 1939 г. става първата скандинавка преплувала Ламанша.
Литературният ѝ успех идва с публикуването на романа ѝ „Факултет на сънищата : допълнение към сексуалната теория“ през 2006 г. Той е свободна история за живота на феминистката Валери Соланас, която става известна със опита си за убийство на американския художник Анди Уорхол през 1967 г. и авторка на феминисткия „Манифест SCUM“. Романът е номиниран за наградите „Август“ и „Букър“, и получава наградата за литература на Северния съвет за 2007 г. През 2006 г. е поставена и дебютната ѝ пиеса „Валери Жан Соланас ще бъде президент на Америка“, с която продължава темата за известната феминистка. Превела е и книгата ѝ „Манифест SCUM“ през 2003 г.
През 2014 г. е издаден романът ѝ „Бекомберя : ода за моето семейство“. Той отчасти базиран на спомените ѝ от детството за семейни посещения в най-голямата институция за психично здраве в Швеция, болница „Бекомберя“, където е работил баща ѝ. Главната героиня на историята, Джаки, прекарва много време в психиатричната болницата извън Стокхолм, посещавайки баща си. Там се запознава с лекуващия лекар Едуард Уинтерсън, медицинската сестра Ингер Фогел и пациентката Сабина, с нейните мъниста, нейната стрелба с лък и мания за свободата и смъртта. Книгата получава наградата за литература на Европейския съюз за 2015 г. През 2015 г. по историята Сара Стридсберг пише и едноименната пиеса.
Нейните пиеси са поставяни в Кралския драматичен театър и Стокхолмския градски театър. Освен това прави преводи на пиеси на Сара Кейн, Сам Шепард и Сара Рул, и др. автори.
За творчеството си получава наградата „Селма Лагерльоф“, наградата за роман на Шведското радио, наградата за литература Aftonbladet, наградата Aniara, стипендията „Густав Фрьодинг“, наградата Dobloug, наградата De Nios, и др.
През 2016 г. тя е избрана за член на Шведската академия, позиция, която напуска през април 2018 г. след скандала с театралния директор Жан-Клод Арно, обвинен за изнасилване, чиято съпруга е Катарина Фростенсон, член на Академията.
Сара Стридсберг живее в Стокхолм.

## Произведения

### Самостоятелни романи
- Happy Sally (2004)[2][3][4]
- Drömfakulteten (2006) – награда на Северния съвет
Факултет на сънищата : допълнение към сексуалната теория, изд.: ИК „Персей“, София (2021), прев. Росица Цветанова
- Darling River (2010)
- Beckomberga: Ode till min familj (2014) – награда за литература на Европейския съюз
Бекомберя : ода за моето семейство, изд.: ИК „Персей“, София (2018), прев. Росица Цветанова
- Kärlekens Antarktis (2018) – награда на Шведското радио
- Hunter i Huskvarna (2021)

### Пиеси
- Valerie Jean Solanas ska bli president i Amerika (2006)[2][4]
- Medealand (2009) – сборник[4]
- Dissekering av ett snöfall (2012)
- Beckomberga (2015)
- Konsten att falla (2015)
- American Hotel (2016)
- Sårad ängel (2021)
- Förbannelsen (2021)

### Детска литература
- Mamman och havet (2012)[2]
- Dyksommar (2019)

### Документалистика
- Juristutbildningen ur ett genusperspektiv (1999)[2]
- Det är bara vi som är ute och åker (2002)

### Преводи
- Валери Соланас – „Манифест SCUM“ (2003)[2]
- Сара Кейн – Bombed (2006)[4]
- Сам Шепърд – Hem till gården (2007)
- Джой Дивижън – пиеса (2014)
- Сара Рул – „Орландо“ (2019)